# امیلی پیکرینگ
امیلی پیکرینگ هارنر (انگلیسی: Emily Pickering Harner؛ زادهٔ ۱۹۶۲) بازیکن فوتبال بازنشسته در پست هافبک اهل ایالات متحده آمریکا است. وی در تیم ملی فوتبال زنان ایالات متحده آمریکا بازی کرده‌است.

## تیم ملی
وی در سال ۱۹۸۵ در نخستین تیم ملی رسمی زنان ایالات متحده آمریکا حضور داشته‌استوی در بازی مقابل دانمارک نخستین پاس گل را داد و دومین گل تیم ملی را به ثمر رساند. وی در سال ۱۹۸۶ تالار مشاهیر بازیکنان فوتبال لانگ آیلند راه یافت.

## برای مطالعهٔ بیشتر
- Grainey, Timothy (2012), Beyond Bend It Like Beckham: The Global Phenomenon of Women's Soccer, University of Nebraska Press, شابک ‎۰۸۰۳۲۴۰۳۶۸
- Lisi, Clemente A. (2010), The U.S. Women's Soccer Team: An American Success Story, Scarecrow Press, شابک ‎۰۸۱۰۸۷۴۱۶۴
- Nash, Tim (2016), It’s Not the Glory: The Remarkable First Thirty Years of US Women’s Soccer', Lulu Press, شابک ‎۱۴۸۳۴۵۱۵۲۶